# E3 Saxo Bank Classic

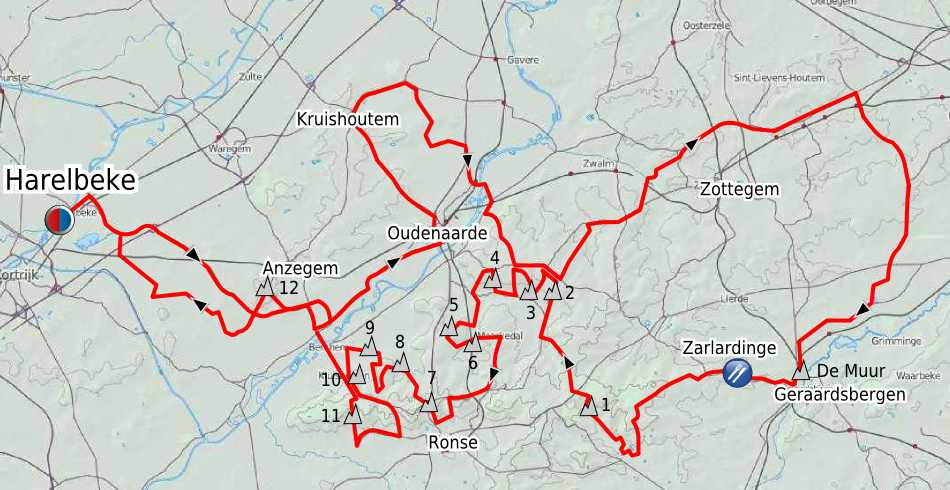
Bansträckning 2012.

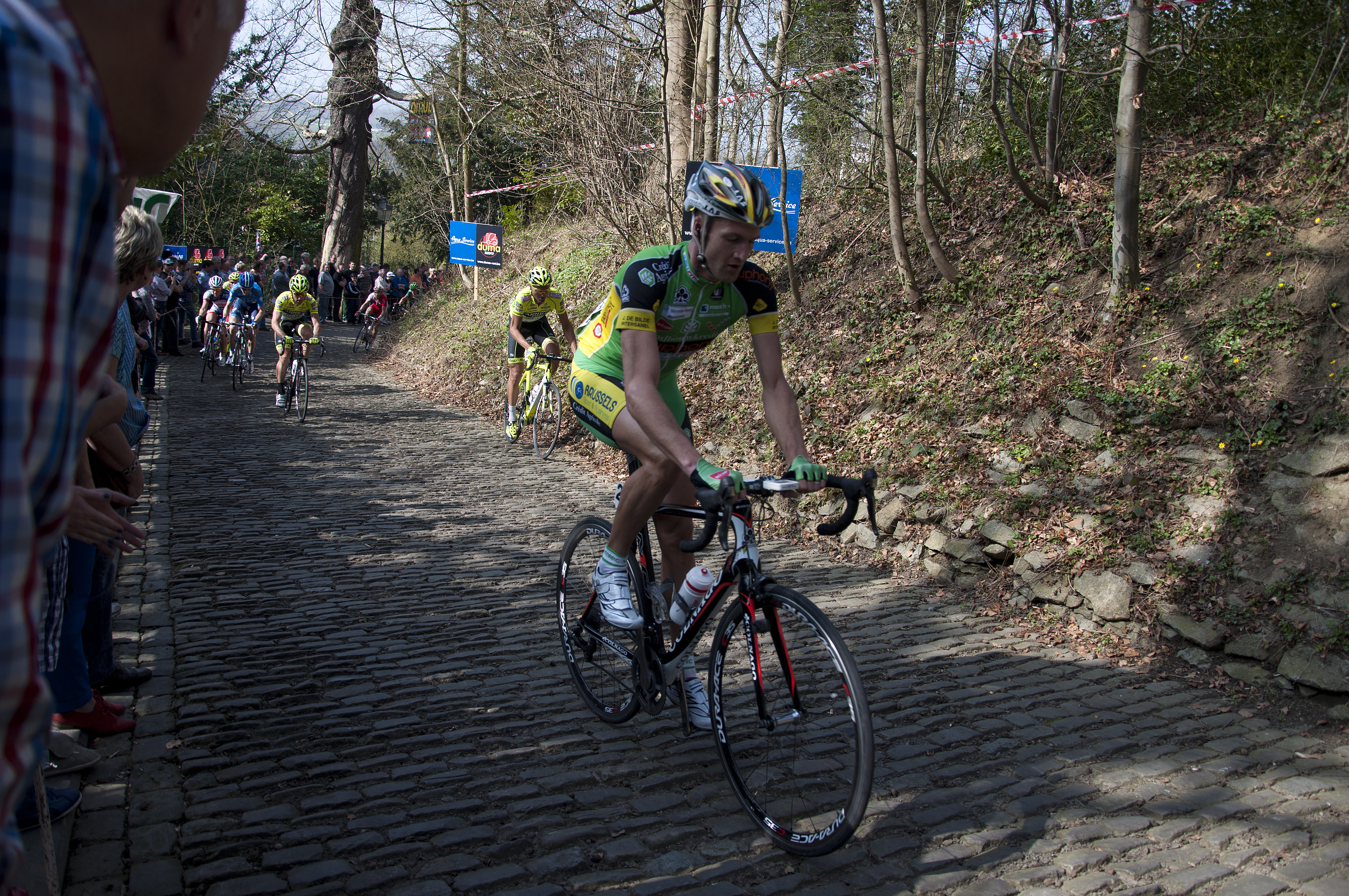
Sébastien Delfosse på väg uppför de Muur van Geraardsbergen 2012, det första året denna branta kullerstenssträcka ingick i E3. "Muren" är 1,1 km lång med 84 meter i höjdskillnad och som brantast 13% på 100m (upp till 20% på kortare sträckor).

E3 Saxo Bank Classic, tidigare Harelbeke-Antwerpen-Harelbeke (1958-1969), Grote Prijs E3-Harelbeke (1970-2002), E3 Prijs Vlaanderen (2003-2010), E3 Prijs Vlaanderen-Harelbeke (2011), E3 Harelbeke (2012-2018) och E3 BinckBank Classic (2019), är ett endags cykellopp som årligen avgörs på våren i Belgien. Loppet körs den sista (ibland näst sista) fredagen i mars genom Flandern med start och mål i Harelbeke. Bansträckningen innehåller flera sektioner med gatsten, ofta på stigningar som Oude Kruisberg, Oude Kwaremont (2200m med 92 meters stigning) och Paterberg (många av dessa ingår även i Flandern runt som körs nio dagar senare) . Första upplagan arrangerades 1958 för att fira att europaväg 3 (idag E17) mellan Antwerpen och Harelbeke byggdes, vilket gjort att tävlingen fått "E3" i namnet.
Tävlingen ingår i UCI World Tour och skall inte blandas samman med BinckBank Tour som är ett etapplopp i augusti.

## Vinnare[8]
| År   |                | Cyklist                                 | Stall                                   |
| ---- | -------------- | --------------------------------------- | --------------------------------------- |
| 2025 | Nederländerna  | Mathieu van der Poel                    | Alpecin–Deceuninck                      |
| 2024 | Nederländerna  | Mathieu van der Poel                    | Alpecin–Deceuninck                      |
| 2023 | Belgien        | Wout van Aert                           | Jumbo–Visma                             |
| 2022 | Belgien        | Wout van Aert                           | Jumbo–Visma                             |
| 2021 | Danmark        | Kasper Asgreen                          | Deceuninck–Quick-Step                   |
| 2020 |                | Inställd på grund av covid-19-pandemin. | Inställd på grund av covid-19-pandemin. |
| 2019 | Tjeckien       | Zdeněk Štybar                           | Deceuninck–Quick-Step                   |
| 2018 | Nederländerna  | Niki Terpstra                           | Quick-Step Floors                       |
| 2017 | Belgien        | Greg Van Avermaet                       | BMC Racing Team                         |
| 2016 | Polen          | Michał Kwiatkowski                      | Team Sky                                |
| 2015 | Storbritannien | Geraint Thomas                          | Team Sky                                |
| 2014 | Slovakien      | Peter Sagan                             | Cannondale                              |
| 2013 | Schweiz        | Fabian Cancellara                       | Radioshack-Leopard                      |
| 2012 | Belgien        | Tom Boonen                              | Omega Pharma-Quickstep                  |
| 2011 | Schweiz        | Fabian Cancellara                       | Leopard Trek                            |
| 2010 | Schweiz        | Fabian Cancellara                       | Team Saxo Bank                          |
| 2009 | Italien        | Filippo Pozzato                         | Team Katusha                            |
| 2008 | Norge          | Kurt Asle Arvesen                       | Team CSC                                |
| 2007 | Belgien        | Tom Boonen                              | Quick Step-Innergetic                   |
| 2006 | Belgien        | Tom Boonen                              | Quick Step-Innergetic                   |
| 2005 | Belgien        | Tom Boonen                              | Quick Step-Innergetic                   |
| 2004 | Belgien        | Tom Boonen                              | Quick Step-Innergetic                   |
| 2003 | Nederländerna  | Steven de Jongh                         | Rabobank                                |
| 2002 | Italien        | Dario Pieri                             | Alessio                                 |
| 2001 | Belgien        | Andrei Tchmil                           | Lotto-Adecco                            |
| 2000 | Ryssland       | Sergei Ivanov                           | Farm Frites                             |
| 1999 | Belgien        | Peter Van Petegem                       | TVM-Farm Frites                         |
| 1998 | Belgien        | Johan Museeuw                           | Mapei-Bricobi                           |
| 1997 | Belgien        | Hendrik Van Dijck                       | TVM-Farm Frites                         |
| 1996 | Belgien        | Carlo Bomans                            | Mapei-GB                                |
| 1995 | Belgien        | Bart Leysen                             | Mapei-GB-Latexco                        |
| 1994 | Belgien        | Andrei Tchmil                           | Lotto                                   |
| 1993 | Italien        | Mario Cipollini                         | GB-MG Maglificio                        |
| 1992 | Belgien        | Johan Museeuw                           | Lotto-Mavic-MBK                         |
| 1991 | Tyskland       | Olaf Ludwig                             | Panasonic-Sportlife                     |
| 1990 | Danmark        | Søren Lilholt                           | Histor-Sigma                            |
| 1989 | Belgien        | Eddy Planckaert                         | ADR-Coors Light                         |
| 1988 | Italien        | Guido Bontempi                          | Carrera Jeans-Vagabond                  |
| 1987 | Belgien        | Eddy Planckaert                         | Panasonic-Isostar                       |
| 1986 | Belgien        | Eric Vanderaerden                       | Panasonic-Merckx-Agu                    |
| 1985 | Australien     | Phil Anderson                           | Panasonic-Raleigh                       |
| 1984 | Nederländerna  | Bert Oosterbosch                        | Panasonic-Raleigh                       |
| 1983 | Belgien        | William Tackaert                        | Splendor-Euroshop                       |
| 1982 | Belgien        | Jan Bogaert                             | Europ Decor                             |
| 1981 | Nederländerna  | Jan Raas                                | TI-Raleigh                              |
| 1980 | Nederländerna  | Jan Raas                                | TI-Raleigh                              |
| 1979 | Belgien        | Jan Raas                                | TI-Raleigh                              |
| 1978 | Tyskland       | Freddy Maertens                         | Flandria-Velda-Lano                     |
| 1977 | Nederländerna  | Dietrich Thurau                         | TI-Raleigh                              |
| 1976 | Belgien        | Walter Planckaert                       | Maes-Rokado                             |
| 1975 | Belgien        | Frans Verbeeck                          | Maes-Watney                             |
| 1974 | Belgien        | Herman Van Springel                     | MIC-Ludo-De Gribaldy                    |
| 1973 | Belgien        | Willy In 't Ven                         | Molteni                                 |
| 1972 | Belgien        | Hubert Hutsebaut                        | Goldor-IJsboerke                        |
| 1971 | Belgien        | Roger De Vlaeminck                      | Flandria-Mars                           |
| 1970 | Belgien        | Daniel Van Ryckeghem                    | Mann-Grundig                            |
| 1969 | Belgien        | Rik Van Looy                            | Willem II-Gazelle                       |
| 1968 | Belgien        | Jaak De Boever                          | Smiths                                  |
| 1967 | Belgien        | Willy Bocklant                          | Flandria-De Clerck                      |
| 1966 | Belgien        | Rik Van Looy                            | Solo-Superia                            |
| 1965 | Belgien        | Rik Van Looy                            | Solo-Superia                            |
| 1964 | Belgien        | Rik Van Looy                            | Solo-Superia                            |
| 1963 | Belgien        | Noël Foré                               | Faema-Flandria                          |
| 1962 | Belgien        | André Messelis                          | Wiel's-Groene Leeuw                     |
| 1961 | Belgien        | Arthur De Cabooter                      | Groene Leeuw-SAS-Sinalco                |
| 1960 | Belgien        | Daniel Doom                             | Wiel's-Flandria                         |
| 1959 | Belgien        | Norbert Kerckhove                       | Faema-Guerra                            |
| 1958 | Belgien        | Armand Desmet                           | Groene Leeuw-Leopold                    |